# The Simpsons Pinball Party

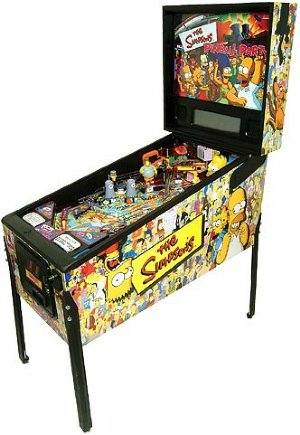
Máquina de The Simpsons Pinball Party

The Simpsons Pinball Party (en español: La fiesta de pinball de Los Simpson) es un juego de pinball lanzado en 2003 por Stern Pinball. Está basada en la serie de televisión estadounidense Los Simpson, además de ser la máquina más rápidamente producida por Stern (después de la reactivación de Stern en 1999).
Algunas figuras pertenecientes a World of Springfield, figuras correspondientes a la serie de televisión, se incluyeron para realización del juego.
Los miembros del elenco de la serie Dan Castellaneta, Nancy Cartwright y Hank Azaria dieron su voz para el juego. Es el segundo juego de pinball de Los Simpson; el primero, «The Simpsons», fue lanzado por Data East Pinball (predecesor de Stern Pinball) en 1990.
El juego tiene la característica de apilamiento varias bolas, así como también, y varios modos de jugabilidad; lo que lo convertiría en uno de los juegos de pinball más complicados para su realización.